# Il ventaglio della Pompadour
Il ventaglio della Pompadour (Opernredoute) è un film del 1931 diretto da Max Neufeld.

## Produzione
Il film fu prodotto dalla Greenbaum-Film e dalla Münchner Lichtspielkunst AG (Emelka). Nel 1932, ne venne girata la versione francese, Grains de beauté, film che fu diretto da Pierre Caron e Léonce Perret.

## Distribuzione
Distribuito dalla Bayerische Filmgesellschaft-m-b-H con il visto di censura datato 28 maggio 1931, uscì nelle sale cinematografiche tedesche il 26 luglio di quell'anno. La Protex Pictures Corporation lo presentò a New York il 3 novembre 1931.